# SLC-Speicherzelle

Die verschiedenen Speicherzellen im Vergleich

SLC-Speicherzellen (SLC kurz für englisch single-level cell) sind Speicherzellen, die aus NAND-Flash bestehen und jeweils ein Bit speichern (vergleiche MLC-Speicherzelle). Es werden hierbei nur zwei Ladungszustände pro Kondensator verwendet.
SLC-SSD-Speicher ist deutlich teurer als MLC- bzw. TLC-SSD-Speicher und wird wegen der höheren Zuverlässigkeit bei schreibintensiven Speicheranforderungen benutzt.